# Ceratopogon annettae
Ceratopogon annettae är en tvåvingeart som beskrevs av Art Borkent och Eileen D. Grogan 1995. Ceratopogon annettae ingår i släktet Ceratopogon och familjen svidknott. Inga underarter finns listade i Catalogue of Life.